# Lobotomy
Lobotomy (L6b6t6my) fue una banda argentina de heavy metal proveniente de Buenos Aires. Es considerada una de las bandas precursoras del género death metal en Argentina. 

## Historia
Lobotomy se forma en febrero del año 1992 con Diego Sánchez en voz, Pablo Braga en guitarra, Ariel Braga en batería y Adrián Corrales en bajo. Al poco tiempo, Pablo pasa a ser el nuevo vocalista de la banda y reclutan a un nuevo guitarrista líder, Marcelo Blanco. En el transcurso de quel año realizarían una serie de shows en CABA y provincia de Buenos Aires.

### The Last Vision
En septiembre de 1993 graban en estudios El Zoológico(ARG) su primer producción en forma independiente titulada The Last Vision. Registrada en formato cassette, contiene 4 temas: "The Last Vision", "Radioctive", "Indian Massacre" y "Artificial Life". El 14 de mayo de 1994 son soporte de Sepultura (1984). En aquel año los brasileños llegan a la Argentina en el marco del Chaos World Wide Tour. Los Sepultura se presentan en el mítico Obras en el mes de abril, los días 28,29 y 30; y en mayo el día 14. Meses más tarde aparecería un bootleg de la anteúltima fecha, el Chaos B.A.
El 9 de junio de 1995, Pablo organiza en Buenos Aires un festival latinoamericano, comparten cartel con el grupo local Sadistikal (1995), Inner Sanctum (1990) de Uruguay, y Criminal (1991) de Chile. Al día siguiente viajan a Montevideo(Uruguay) para realizar el mismo show, agregándose formaciones locales. El recital se llamaría Hasta el último round y compartirían escenario las bandas argentinas Karma (1990) y Lobotomy; los locales Inner Sanctum, Depresión Adolescente, Asfixia y Fakin Birra; y cerrarían la noche los chilenos Criminal.

«"....Uruguay, un festival tremendo en donde además de nosotros y los Inner Sanctum también tocaron Criminal y Lobotomy, un cartel de bandas realmente impresionante. Había más de mil espectadores realmente salvajes. Te cuento una anécdota de ese día: Críminal había tocado la noche anterior en Buenos Aires junto a Inner y Lobotomy. Yo había subido como invitado a cantar una canción con Criminal, creo que "Under my skin", la segunda de Victimized, el primer disco de ellos, que lo grabaron un mes antes en el mismo estudio donde nosotros grabamos Fear of Destiny. Cuando terminó ese show, que fue un viernes, las cuatro bandas nos fuimos juntas directamente a Uruguay, donde tocábamos el sábado a la noche. En Montevideo los Criminal eran los encargados de cerrar el festival y en un momento entre el show de Karma y el de ellos se me acerca Anton y me dice que la voz no le había quedado muy bien después del show en Buenos Aires y si no le podía hacer el favor de subir a cantar de nuevo una canción con ellos, para que el pudiera descansar un rato su voz en medio del show. Por supuesto acepté con muchas ganas...".»
Juan Pablo Cinelli, vocalista de Karma. Webzine ecuatoriano "rocktaminacionzine", abril 29 del 2015.

Luego de lo acontecido, Lobotomy continúa su circuito de presentaciones y formarían parte de un evento llevado a cabo el día 20 de agosto en la U45-Melchor Romero, penal de mujeres de la ciudad de La Plata.

### Technology?
En febrero del 96' vuelven a los estudios El Zoológico(ARG) para grabar cuatro tracks, "Technology?", "Mosca", "Bloody Train" y "Your Excuse"; incorporando en éstos influencias del Hardcore. El mismo mes se edita Technology vía Sick Boy Records(ARG), siendo este material una recopilación de lo grabado en el 93 y en el 96.

### From The Ashes
En agosto del 97' Lobotomy ingresa a los estudios Hypopotamo(ARG) para registrar su segunda placa, From The Ashes, la cual por problemas de mastering fue lanzada recién a fines del 98. Este álbum sería auto-producido por el grupo. En 1999 deciden no continuar y Pablo junto a Gustavo "Gufy" Revoredo —exVivid Remorse(2006)— forman un grupo de Nü Metal llamado Shit Piraña.

«"..formaría parte de Shit Piraña, un grupo de Nü Metal que tuvo gran reconocimiento en Buenos Aires y alrededores, dimos muchos conciertos, con bandas de renombre de la escena local, aunque el grupo se disolvió poco antes de entrar a grabar en estudio.."»
Gustavo "Gufy" Revoredo. Webzine español "Subterráneo Heavy", noviembre 30 del 2011.

Luego de realizar con Shit Piraña alrededor de 50 conciertos, mucho trabajo e incluso la grabación de un demo, la banda se disuelve un año y medio después de su conformación. Al ser entrevistado, meses antes del Southamerican Blasphemy Tour 2006, Pablo Braga opinaba así sobre la etapa que estaba atravesando Lobotomy en el 99':

«Sercifer: ¿Por qué se separaron durante 4 años?

Pablo: Mirá en los años anteriores creía en las formaciones con el mismo line-up... siempre con el grupo sucedía algo como para que alguien se retirara y no siguiera más... eso hizo que llegara a un punto de stress y de querer dejar este grupo, ya que creía que si continuaba la banda se iba a quemar y perdería credibilidad, por eso preferí disolver el grupo y empezar con un nuevo proyecto... con el paso de esos 4 años, me di cuenta que las cuestiones internas dentro de un grupo siempre serán igual...sea Lobotomy o el grupo que sea...entonces de ahí me replantie, porque m***** debería abandonar mi banda de toda la vida?...por otras personas que no quieren tocar o que simplemente no les agrada el compromiso?... a la m***** con ellos!!!... amo mi banda y debo continuar con ella.»
Pablo Braga. Webzine/ Radio Peruano "Metallerium", 2006.

### Legions Of Beelzebub
A finales del 2000 Pablo consigue nuevos integrantes para continuar con la carrera de Lobotomy, Paulo Bianchi en guitarra, Diego Rodríguez en bajo y Ariel Braga en batería. A partir de entonces, la agrupación pasaría a llamarse L6b6t6my. En el transcurso de aquellos meses, el grupo se encerraría en la sala de ensayos y compondrían 14 canciones.

En el 2001 viajan a la ciudad de Montevideo(Uruguay) para dar un concierto junto a formaciones uruguayas y brasileras. Al retornar, Pablo decide unirse a los Death chilenos Undercroft(1993) en reemplazo de "Coke", el segundo guitarrista de la formación, y con ellos se encamina en un Tour europeo realizando una serie de conciertos entre Alemania, Suecia y Polonia. Luego de la gira europea, llevan a cabo un Tour de 20 conciertos entre Chile y Bolivia.
 
Al regresar a la Argentina, Pablo se une a los Death-Grind Terrorist(1992). Participa únicamente de las composiciones de su segundo disco, Mata o Muere, no siendo parte de la grabación debido a diferencias con los integrantes, por lo que decide no continuar con el grupo.

A principios del 2003 comienzan con la composición del tercer álbum de Lobotomy, y para el mes de agosto entran a los estudios La Nave De Oseberg(ARG) para registrar 10 tracks con un estilo Death Metal radical, con líricas de contenido satánico, anticristianas y blasfemas.

En el 2004 firman contrato con el Sello discográfico 4G DISCOS(ARG), contrato que les ofrecía la grabación de tres álbumes.

En el transcurso de aquel año lanzan al mercado el demo Promo, el cual incluye cinco temas: "War-Attack to the Sky", "Gods of the Well", "Culebra-Malicious Work", "Invocation" y "Murderous Side-Demonic Side". Estas piezas pasarían a formar parte del próximo álbum, Legions Of Beelzebub, que sería editado finalmente en diciembre del 2004 y consta de 11 temas.

En aquel entonces, la legendaria banda Death colombiana Masacre(1988) lanza al mercado su último álbum, Total Death, el cual fue producido, mezclado y masterizado por Erik Rutan (Hate Eternal, exMorbid Angel) en Mana Recording Studios(USA). Para apoyar y dar a conocer este trabajo el grupo colombiano inició su gira sudamericana Muerte Total, que incluyó a Colombia, Venezuela, Ecuador, Perú, Bolivia, Argentina y terminó con cuatro presentaciones en Chile. Es en Chile, un viernes 26 de noviembre en la ciudad de Concepción, donde coinciden y comparten fecha los Masacre y Lobotomy.

Sale al mercado el último trabajo de Lobotomy, y comienzan el 23 de junio de 2005 un Tour Latinoamericano con 9 presentaciones, abarcando las ciudades argentinas de Tucumán, Jujuy, Salta y La Quiaca; y las ciudades de Bolivia: Tarija, Santa Cruz, Cochabamba, La Paz y El Alto. Continúan con el Patagonia Tour 2005, que abarca solo ciudades de Argentina. Comenzó el 23 de septiembre en la ciudad de Choele Choel y continuó en las localidades de General Roca, Bariloche, Comodoro Rivadavia y Trelew.

En enero del año 2006 el grupo Paraguayo Funeral(1993) organiza un concierto en la ciudad de Asunción, el cual reuniría a grandes bandas del metal extremo. En esta fecha Funeral lanzaría oficialmente su álbum Marching To Fire, junto a Krisiun(1990) de Brasil, Lobotomy e Impía Profanación de Bolivia.
 
Meses después, los Lobotomy realizarían su última gira, el Southamerican Blasphemy Tour 2006. Esta empezó con nuevos integrantes el 31 de marzo, en las ciudades argentinas de Mar del Plata y Bahía Blanca, continuando en las localidades de Puerto Montt, Temuco, Talca e Iquique de Chile y finalizando con una serie de conciertos en Bolivia, La Paz, Cochabamba, Oruro y Santa Cruz. Durante este periodo, sufrieron la cancelación de 3 shows: Concepción (Chile), La Quiaca (Argentina) y La Paz (Bolivia).

Debido a la tragedia acontecida, no concluirían el Tour y debieron cancelarse las fechas de Tarija (Bolivia); y Jujuy, Salta y Rosario de Argentina.

### Accidente y final de Lobotomy
La agrupación argentina Lobotomy sufrió un fatal accidente en Bolivia, mientras realizaban su Tour Sudamericano, el Southamerican Blasphemy Tour 2006. Pablo Braga, voz y alma de la banda, pierde la vida.

El 17 de mayo del 2006 se subieron a un camión de cargas en la localidad de Junacas con destino a Tarija. A las 4 a. m. el camión se desbarrancó desde una altura de 60/70 m y los integrantes del grupo Lobotomy tuvieron que ser trasladados de urgencia hasta el Hospital Regional San Juan de Dios de Tarija, donde recibieron los primeros auxilios. Desgraciadamente a las 7:45 Pablo Braga, líder de la banda, fallece de un paro cardíaco debido a los numerosos golpes recibidos en la caída.

## Miembros

### Última formación conocida
- Pablo Damián Braga - Guitarra, voz (Undercroft, Shit Piraña, Alma Roja, Social Shit, Terrorist)
- Sebastián Rodríguez/ Inferi Black - Batería (Inferi, Absemia)
- Gastón Serpa/ Pherguz - Bajo (Inferi)
- Fernando Fernández/ Luxi Fer - Guitarra (9)

### Miembros anteriores
- Negro Montez - Bajo
- Adrián Corrales - Bajo
- Santiago Ferrer - Guitarra (Jesus Martyr, Hentai)
- Diego Rodríguez/ Diego Perpetua - Bajo (Aether)
- Emiliano Rojas - Guitarra (Desierto Gris)
- Sebastián Barrionuevo - Guitarra (Avernal, FinDuMonde, Jesus Martyr, The Killing, Banda de la Muerte, Kumshot)
- Marcelo Blanco - Guitarra (Suplicio, Nepal)
- Titi Montez - Guitarra
- Paulo Bianchi/ Empyros - Guitarra (Wulfshon, Inferi, Obscured by Shadows)
- Diego Sánchez - Voz (Escabios)
- Javier Dauo - Batería (Cruel Nocturna, Deus Ex Machina)
- Walter Collazo - Batería (Sartan, Larry Zavala, Traidor)
- Carina Berges/ Pelusa - Batería (Mordaza, Cruel Adicción, Militia)
- Ariel Braga/ Lobo Braga - Batería (Virtual, Sinner, Alma Roja)
- Mauro Frisón - Batería (Cruachan, Electric Taurus, Alternative 4, Oma Desala, Buffalo, Desert Road, Warbreed, Embodiment, Huldreslåt)

## Discografía

### EP
- 1994 - The Last Vision (DEMO)
- 2004 - Promo (DEMO)

### Álbumes
- 1996 - Technology?
- 1998 - From The Ashes
- 2004 - Legions Of Beelzebub